# 제9대 아가일 공작 존 캠벨

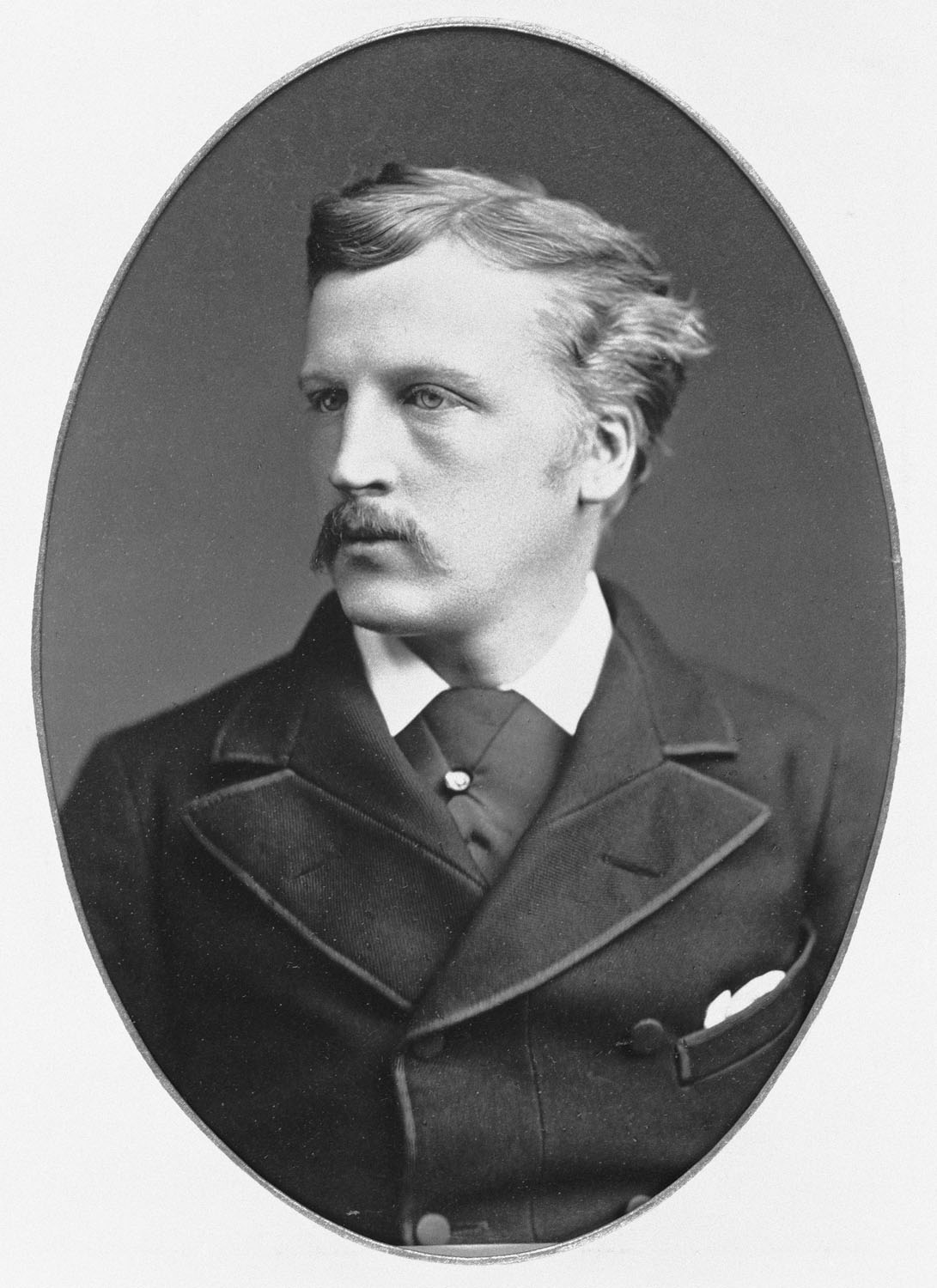
존 캠벨

제9대 아가일 공작 존 조지 에드워드 헨리 더글라스 서덜랜드 캠벨(John George Edward Henry Douglas Sutherland Campbell, 9th Duke of Argyll, 1845년 8월 6일 ~ 1914년 5월 2일)은 영국 출신의 귀족의 일원이었다. 그는 1847년에서 1900년까지 로른 후작(Marquess of Lorne)이라는 경칭을 사용했다. 그는 1878년에서 1883년까지 제 4대 캐나다의 총독이었다. 현재 캐나다에서 그와 그의 부인 아가일 공작부인 루이즈의 이름으로 딴 땅이름이 많다. 그는 성경의 시편 121을 기반으로 한 "Unto the hills around do I lift up"에 음율을 넣은 곡조 'Sandon'의 작곡자로 알려져 있으며, 한국에는 개신교 찬송가 '내 눈을 들어 두루 살피니'로 번역되었다.

## 생애
그는 런던에서 아버지 제8대 아가일 공작과 제2대 서덜랜드 공작의 딸 아가일 공작부인 엘리자베스 캠벨의 첫째로 태어나 태어날 때부터 백작 (Earl) 작위를 받았다. 1847년에 그의 아버지가 아가일 공작의 칭호를 물려받았어 그는 21개월였을 때부터 54세까지 로른 후작이라는 칭호를 부여받았다. 그는 에던버러 학당, 이튼 칼리지, 세인트앤드루스 대학교, 트리니티 칼리지에서 교육받았다. 또한 그는 국립미술훈련원에서 공부하였다.
캐나다로 거처를 옮기기 전에 캠벨은 10년 동안 북아메리카와 중앙아메리카 도처에 여행하며 여행과 관련된 글과 시를 썼다. 그는 영국에서 1868년부터 아길셔 선거구의 자유당을 대표하였던 하원 의원으로 활동하였다. 그의 하원 활동에서 영향력을 보여주지 않았지만 영국의 대중매체인 런던 월드(London World)에서 그를 "하원에서 존재감이 없는 사람"이라고 일컫었다.
캠벨은 빅토리아 여왕의 4녀, 1871년 3월 21일 루이즈 공주를 결혼하였다.